# Új! Skorpió
Az Új! Skorpió, a Skorpió együttes hatodik albuma. Az album 2013-ban egy CD-n is megjelent a Grund Records jóvoltából. Az újrakiadás 12. helyezést ért el a MAHASZ Top 40 album-, DVD- és válogatáslemez-listáján.

## Az album dalai
| 1.    | Álljatok meg                                              | 3:53 |
| 2.    | Sötét nappalok és fényes éjszakák                         | 6:29 |
| 3.    | Igen, én!                                                 | 5:49 |
| 4.    | Ne csináld a cirkuszt!                                    | 4:33 |
| 5.    | Hej, jóbarát                                              | 3:51 |
| 6.    | Vesztettem, vagy győztem                                  | 5:08 |
| 7.    | Furcsa emberek                                            | 5:23 |
| 8.    | Mondd el!                                                 | 4:55 |
| 9.    | Az új generáció (CD bónusz track, kislemezfelvétel, 1979) |      |
| 40:56 |                                                           |      |

## Közreműködött
- Frenreisz Károly – ének, basszusgitár, szaxofon
- Tátrai Tibor – gitár
- Papp Tamás – dobok, ének